# Рамзес VII
Рамсес VII — давньоєгипетський фараон з XX династії.

## Життєпис
Був сином Рамсеса VI й цариці Нубхесбед.
У деяких документах того правління є натяки на заворушення в країні: було виявлено змову, метою учасників якої було розділення держави. Особливе занепокоєння викликала тоді вже традиційна загроза вторгнення лівійських племен і сирійських хеттів з заходу й середземноморського узбережжя. У кілька разів зросли ціни на хліб, що вказує на погані врожаї та, як наслідок, про соціальні заворушення. Це практично все, що відомо про роки правління Рамсеса VII.
Єдиним значним пам'ятником царя стала його заскромна гробниця у Долині царів (KV1), відкрита ще з давнини. Царська мумія не збереглась. Неподалік від схованики DB-320 у Дейр ель-Бахрі було знайдено чотири фаянсових посудини (канопи) з іменем царя; це свідчить про те, що мумія Рамсеса VII, імовірно, міститься серед не ідентифікованих тіл з того поховання. Практично нічого не відомо про родину царя: відомо лише, що він мав сина, який помер раніше за батька.
З невідомих причин кілька ушебті Рамсеса VII було виявлено у Каві, в самому серці Нубії. В Єгипті ім'я Рамсеса VII збереглось на архітектурних фрагментах з Телль ель-Іяхудіє (Дельта), Геліополя, Карнака. В Ель-Кабі й на фрагменті стели, виявленої на острові Елефантина збереглись єдині згадки про Рамсеса VII, знайдені на південь від Фів.